# هران (نهم)

تعديل مصدري - تعديل

هران هي إحدى قرى عزلة الحنشات بمديرية نهم التابعة لمحافظة صنعاء، بلغ تعداد سكانها 324 نسمة حسب تعداد اليمن لعام 2004.